# 서장훈
서장훈(徐章勳)은 대한민국의 전 농구 선수이자 현 방송인으로 현역 시절 포지션은 센터이며 2002년 아시안 게임 금메달리스트이다.

## 생애
아버지 서기춘(徐基春)의 슬하 1남 1녀 가운데 첫째로 서울에서 출생했다. 아버지는 키 190cm이며, 다보기획 대표이다. 여동생은 1979년 생이다.
초등학교 시절이던 1981년 야구 선수로 입문했고, 중학교 시절이던 1988년 농구 선수로 전향했다.
1993년 대학 농구에 입문하였고, 다음 해인 1994년 2월 26일 삼성전자와의 경기에서 10블록을 기록하여 역대  농구대잔치 한경기 최다 블록 2위에 올라 있다. 1997년 연세대학교를 졸업한 후 이어 같은 해 청주 SK 나이츠에 입단하며 한국 프로 농구 선수로 생활을 시작했다. 서장훈의 신장은 205cm이고 체중은 131kg이다. 하승진이 등장하기 이전까지는 그가 한국 프로 농구(KBL) 사상 최장신 선수였다.
서울 SK 나이츠와 서울 삼성 썬더스를 거쳐 2007년 6월 전주 KCC 이지스와 계약을 하였으나 허재 감독과의 불화설 등을 비롯한 논란을 빚으며 2008년 12월 19일 인천 전자랜드 엘리펀츠로 이적, 그리고 2011년 5월 창원 LG 세이커스로 이적하고 그리고 1년 후 2012년 5월 부산 KT 소닉붐으로 이적하였다가 이듬해 2013년 3월에 프로 농구 선수에서 은퇴했다. 농구선수 시절 닉네임은 국보급 센터였다.
전주 KCC 이지스가 프랜차이즈 스타였던 이상민을 놓치면서까지 영입했던 서장훈인데 서장훈은 팀 분위기를 흐리다가 2008년에 다른 구단으로 튀었다.
농구 선수 은퇴 이후에는 방송인으로서 예능 프로그램에서 활약하면서 서셀럽 등 여러 새로운 별명들을 얻었으며, 2015년 SBS 연예대상에서는 버라이어티 부문 신인상을 수상하였다.
2009년 오정연과 결혼했지만, 4년만인 2013년에 이혼하였다. 서장훈은 이혼 이유에 대해 "성격과 가치관의 차이 때문이다"라고 밝혔다.

## 프로 농구 선수 경력

### 소속 클럽
- 1998년 ~ 2001년 청주 SK 나이츠
- 2001년 ~ 2002년 서울 SK 나이츠
- 2002년 ~ 2007년 서울 삼성 썬더스
- 2007년 ~ 2008년 전주 KCC 이지스
- 2008년 ~ 2011년 인천 전자랜드 엘리펀츠
- 2011년 ~ 2012년 창원 LG 세이커스
- 2012년 ~ 2013년 부산 KT 소닉붐

## 프로 경력 통계
| † | 우승한 시즌    |
|   | 시즌 최고 기록 |

#### 정규 시즌
| 시즌       | 팀            | 경기 | 출장시간 | 득점  | 야투 | 3점슛 | 자유투 | 리바운드 | 리바운드 | 리바운드 | 어시스트 | 스틸 | 블록 | 턴오버 | 파울 |
| 시즌       | 팀            | 경기 | 출장시간 | 득점  | 야투 | 3점슛 | 자유투 | 공격     | 수비     | 총합     | 어시스트 | 스틸 | 블록 | 턴오버 | 파울 |
| ---------- | ------------- | ---- | -------- | ----- | ---- | ----- | ------ | -------- | -------- | -------- | -------- | ---- | ---- | ------ | ---- |
| 1998–99    | 청주 SK       | 34   | 38'10"   | 25.44 | 10.4 | 0.3   | 4.5    | 3.5      | 10.5     | 14.0     | 2.3      | 0.6  | 1.6  | 4.1    | 2.9  |
| 1999–2000† | 청주 SK       | 45   | 38'29"   | 24.24 | 9.7  | 0.4   | 4.5    | 2.1      | 7.9      | 10.0     | 1.5      | 0.8  | 0.8  | 2.1    | 3.0  |
| 2000–01    | 청주 SK       | 24   | 36'46"   | 24.58 | 10.5 | 0.5   | 3.1    | 1.8      | 7.2      | 9.0      | 1.4      | 0.8  | 1.1  | 2.4    | 2.5  |
| 2001–02    | 서울 SK       | 54   | 39'17"   | 25.30 | 10.6 | 0.5   | 3.6    | 1.9      | 8.1      | 10.0     | 1.7      | 0.7  | 1.5  | 3.1    | 2.4  |
| 2002–03    | 서울 삼성     | 54   | 38'27"   | 23.76 | 10.0 | 0.2   | 3.5    | 2.2      | 8.7      | 11.0     | 1.9      | 0.6  | 1.0  | 2.7    | 2.1  |
| 2003–04    | 서울 삼성     | 47   | 35'26"   | 22.09 | 8.9  | 0.5   | 3.8    | 2.0      | 6.6      | 8.6      | 1.9      | 0.9  | 0.9  | 2.1    | 2.4  |
| 2004–05    | 서울 삼성     | 54   | 36'8"    | 22.07 | 9.2  | 0.6   | 3.0    | 2.1      | 7.3      | 9.4      | 1.3      | 0.4  | 0.8  | 2.7    | 2.9  |
| 2005–06†   | 서울 삼성     | 54   | 34'28"   | 19.67 | 7.5  | 1.4   | 3.2    | 1.6      | 4.2      | 5.8      | 2.0      | 0.6  | 0.4  | 2.2    | 2.6  |
| 2006–07    | 서울 삼성     | 33   | 31'24"   | 16.27 | 6.0  | 1.2   | 3.1    | 1.0      | 3.7      | 4.7      | 2.1      | 0.4  | 0.2  | 2.9    | 2.1  |
| 2007–08    | 전주 KCC      | 54   | 30'47"   | 16.28 | 6.2  | 0.5   | 3.3    | 1.9      | 5.5      | 7.3      | 1.7      | 0.3  | 0.5  | 2.0    | 2.3  |
| 2008–09    | 전주 KCC      | 19   | 24'1"    | 12.11 | 4.7  | 0.3   | 2.5    | 1.1      | 3.3      | 4.4      | 0.9      | 0.4  | 0.4  | 2.0    | 2.4  |
| 2008–09    | 인천 전자랜드 | 32   | 33'45"   | 18.41 | 6.4  | 1.6   | 4.1    | 1.2      | 4.8      | 6.0      | 2.0      | 0.4  | 0.5  | 2.0    | 2.8  |
| 2009–10    | 인천 전자랜드 | 54   | 31'31"   | 17.11 | 6.7  | 0.4   | 3.2    | 1.5      | 5.2      | 6.6      | 1.6      | 0.4  | 0.3  | 2.6    | 2.2  |
| 2010–11    | 인천 전자랜드 | 54   | 29'17"   | 16.65 | 6.5  | 0.6   | 3.1    | 1.3      | 4.2      | 5.6      | 1.0      | 0.4  | 0.3  | 2.0    | 2.1  |
| 2011–12    | 창원 LG       | 35   | 21'17"   | 7.51  | 2.9  | 0.5   | 1.2    | 0.7      | 2.2      | 2.9      | 0.8      | 0.3  | 0.1  | 1.4    | 1.3  |
| 2012–13    | 부산 KT       | 41   | 24'1"    | 10.32 | 4.1  | 0.9   | 1.3    | 0.9      | 2.7      | 3.6      | 0.5      | 0.1  | 0.4  | 1.1    | 2.0  |
| 경력       | 경력          | 688  | 33'11"   | 19.23 | 7.7  | 0.6   | 3.2    | 1.7      | 5.9      | 7.6      | 1.6      | 0.5  | 0.7  | 2.4    | 2.4  |

#### 플레이오프
| 시즌       | 팀            | 경기 | 출장시간 | 득점  | 야투 | 3점슛 | 자유투 | 리바운드 | 리바운드 | 리바운드 | 어시스트 | 스틸 | 블록 | 턴오버 | 파울 |
| 시즌       | 팀            | 경기 | 출장시간 | 득점  | 야투 | 3점슛 | 자유투 | 공격     | 수비     | 총합     | 어시스트 | 스틸 | 블록 | 턴오버 | 파울 |
| ---------- | ------------- | ---- | -------- | ----- | ---- | ----- | ------ | -------- | -------- | -------- | -------- | ---- | ---- | ------ | ---- |
| 1999–2000† | 청주 SK       | 3    | 36'58"   | 17.00 | 7.0  | 0.3   | 2.7    | 1.7      | 7.7      | 9.3      | 1.7      | 0.7  | 0.0  | 4.3    | 2.3  |
| 2000–01    | 청주 SK       | 6    | 36'48"   | 27.67 | 11.3 | 0.2   | 4.8    | 2.3      | 7.3      | 9.7      | 0.8      | 0.3  | 1.3  | 3.2    | 3.3  |
| 2001–02    | 서울 SK       | 5    | 36'52"   | 22.40 | 9.2  | 0.0   | 4.0    | 2.8      | 5.6      | 8.4      | 2.0      | 1.0  | 1.0  | 1.8    | 2.6  |
| 2002–03    | 서울 삼성     | 2    | 36'15"   | 15.50 | 7.5  | 0.0   | 0.5    | 2.5      | 9.5      | 12.0     | 1.0      | 0.0  | 1.0  | 3.5    | 2.0  |
| 2003–04    | 서울 삼성     | 3    | 37'47"   | 22.00 | 9.7  | 0.7   | 2.0    | 1.3      | 5.0      | 6.3      | 2.3      | 0.3  | 0.3  | 1.3    | 4.0  |
| 2004–05    | 서울 삼성     | 4    | 36'17"   | 15.75 | 6.8  | 0.3   | 2.0    | 2.3      | 7.0      | 9.3      | 2.3      | 1.3  | 0.3  | 1.3    | 2.5  |
| 2005–06†   | 서울 삼성     | 3    | 35'39"   | 19.67 | 7.7  | 1.0   | 3.3    | 1.3      | 4.3      | 5.7      | 2.7      | 1.0  | 0.0  | 2.3    | 3.0  |
| 2006–07    | 서울 삼성     | 3    | 31'56"   | 14.33 | 4.7  | 1.0   | 4.0    | 0.0      | 3.3      | 3.3      | 1.0      | 0.0  | 0.0  | 2.0    | 2.3  |
| 2007–08    | 전주 KCC      | 3    | 30'52"   | 17.33 | 6.7  | 0.3   | 3.7    | 3.0      | 5.3      | 8.3      | 2.0      | 0.0  | 0.3  | 2.3    | 1.7  |
| 2008–09    | 인천 전자랜드 | 5    | 32'50"   | 14.60 | 5.8  | 1.4   | 1.6    | 1.2      | 4.0      | 5.2      | 1.0      | 1.0  | 0.2  | 1.6    | 3.6  |
| 2010–11    | 인천 전자랜드 | 4    | 30'17"   | 13.00 | 4.3  | 1.5   | 3.0    | 0.3      | 1.8      | 2.0      | 1.0      | 0.8  | 0.3  | 1.0    | 3.8  |
| 경력       | 경력          | 41   | 34'49"   | 18.73 | 7.5  | 0.6   | 3.0    | 1.7      | 5.4      | 7.2      | 1.6      | 0.6  | 0.5  | 2.2    | 2.9  |

#### 챔피언 결정전
| 시즌       | 팀        | 경기 | 출장시간 | 득점  | 야투 | 3점슛 | 자유투 | 리바운드 | 리바운드 | 리바운드 | 어시스트 | 스틸 | 블록 | 턴오버 | 파울 |
| 시즌       | 팀        | 경기 | 출장시간 | 득점  | 야투 | 3점슛 | 자유투 | 공격     | 수비     | 총합     | 어시스트 | 스틸 | 블록 | 턴오버 | 파울 |
| ---------- | --------- | ---- | -------- | ----- | ---- | ----- | ------ | -------- | -------- | -------- | -------- | ---- | ---- | ------ | ---- |
| 1999–2000† | 청주 SK   | 6    | 32'50"   | 16.83 | 7.0  | 0.3   | 2.5    | 1.3      | 5.8      | 7.2      | 1.7      | 0.8  | 2.2  | 1.8    | 3.2  |
| 2001–02    | 서울 SK   | 7    | 37'55"   | 19.57 | 7.6  | 0.0   | 4.4    | 1.9      | 7.9      | 9.7      | 1.7      | 0.1  | 1.0  | 2.9    | 1.9  |
| 2005–06†   | 서울 삼성 | 4    | 26'6"    | 10.50 | 3.5  | 1.0   | 2.5    | 1.3      | 2.8      | 4.0      | 0.8      | 0.0  | 0.5  | 2.5    | 2.5  |
| 경력       | 경력      | 17   | 33'20"   | 16.47 | 6.4  | 0.4   | 3.3    | 1.5      | 5.9      | 7.5      | 1.5      | 0.4  | 1.3  | 2.4    | 2.5  |

## 수상
- 1994년 농구대잔치 최우수선수상, 신인상, 수비5걸상
- 1995년 농구대잔치 리바운드상, 수비공헌상
- 1997년 농구대잔치 최우수선수상
- 1999년 KBL 리바운드상
- 2000년 KBL 챔피언 결정전 MVP
- 2006년 KBL MVP, 올스타전 MVP, 베스트 5
- 2008년 KBL 베스트 5, 한국농구대상 리바운드상, 한국농구대상 베스트 5
- 2009년 한국농구대상 득점상, 특별상
- 2013년 KBL 특별상
- 2015년 SBS 연예대상 버라이어티 부문 신인상
- 2016년 SBS 연예대상 버라이어티 부문 우수상
- 2017년 대한민국문화연예대상 예능부문 남자 최우수상
- 2017년 SBS 연예대상 쇼•토크 부문 최우수상
- 2018년 백상예술대상 TV남자예능상
- 2019년 MBC 방송연예대상 인기상
- 2020년 SBS 연예대상 명예사원상
- 2021년 SBS 연예대상 올해의 예능인상
- 2021년 SBS 연예대상 대상

## 기록

### KBL 10,000득점 달성
서장훈은 2008년 11월 19일 전주실내체육관에서 열린 전주 KCC 이지스와 창원 LG 세이커스의 경기에서 대한민국 농구 선수로서 최초로 개인 통산 10,000득점을 달성했다. 기록을 달성하는 순간 서장훈이 몸담고 있는 전주 KCC 이지스 선수들은 물론 상대팀인 창원 LG 세이커스의 선수들도 서장훈의 기록 달성을 축하해줬다. 특히 서장훈의 상대편 선수이자 휘문고등학교 후배인 현주엽은 서장훈의 대기록을 도와주기 위해 수비를 하지 않고 2점을 내줬다고 한다. 이에 한국농구연맹에서는 서장훈에게 순금 40돈(24K)으로 된 시가 500만원 상당의 황금 농구공을 선물로 줬고 소속팀인 전주 KCC 이지스에서도 시가 600만원에 달하는 크리스탈 감사패를 증정하였다. 또한 이 경기 내내 전광판에서는 서장훈의 농구 인생을 주제로 한 다큐멘터리가 방송되었다. 서장훈이 10,000득점을 달성할 때 사용되었던 농구공은 영구 소장되었다.
서장훈은 꾸준한 득점과 기복없는 경기력을 시종일관 유지한 점, 그리고 센터라는 포지션에 구애받지 않고 덩크슛과 3점슛, 레이업슛 등 슛을 가리지 않고 시도한 덕택에 대한민국 농구 선수로서는 가장 먼저 10,000점을 달성하였는데, 당시 2위인 문경은의 8,865점과 3위인 추승균의 8,033점과도 큰 격차로 앞선 기록이었다.
이후 서장훈은 최종적으로 13,231점을 기록한 뒤 은퇴하였으며 2위인 추승균 역시 10,019점을 득점하였고,
2017년 3월 26일. 원주 동부 프로미 소속 김주성 선수가 국내에서 3번째로 10,000점 선수에 이름을 올리게 되었다.

## 기부
선수시절부터 선수를 은퇴한 지금까지 꾸준히 기부를 해오고 있다. 선수 시절에는 꾸준한 기부가 화제가 되자“내가 함으로써 다른 사람들도 관심을 갖게 되고 동기부여가 될 수 있을 것이란 생각에 매년 조금씩이라도 꾸준히 하려고 한다”고 말한 바 있다.
- 2003년 ~ 2007년 : 서울 삼성에서 뛰던 2002~2003시즌부터 2006-2007시즌까지 총 5시즌 동안 한번도 거르지 않고 자유투 1점당 일정액을 적립해 소년소녀 가장 지원 및 소아암 어린이 치료비로 매년 1천만원씩을 기부했다.[6]

- 2005년 : 거인병을 앓으며 외롭게 힘겨운 삶을 살고 있던 80년대 여자농구 스타 김영희 선배의 사연을 접하고 남몰래 거액의 치료비를 송금해 화제가 되기도 했다.[7]

- 2007년 : 06~07시즌 올스타전 MVP로 선정되며 상금 500만원을 받자, 개인돈 500만원을 보태 국제구호단체인 '월드비전'에 기부했다.[8]

- 2007년 : 06~07시즌 정규리그 MVP로 뽑히자 상금 500만원에 500만원을 보태 이웃돕기 성금으로 기부했다.[9]

- 2008년 : 전주 지역의 가정형편이 어려운 중고등학생들에게 장학금으로 1천만원을 기부했다.[10]

- 2008년 : 프로농구 사상 첫 정규리그 1만 득점을 돌파한 날,"의미있는 기록을 달성했으니 의미있는 일을 하고 싶다"며, 전북대 병원 소아암 환자 5명을 위한 치료비 1천만원을 기부했다.[11]

- 2013년 : 프로농구 선수에서 은퇴하며 마지막 시즌 연봉 1억에 사비 1억을 더 보태서 2억을 모교에 장학금으로 전달했다.[12]

- 2016년 : 사랑의 열매 사회복지 공동모금회에 1억원을 기부했다. 이로써 서장훈은 1억원 이상 고액 기부자 모임인 '아너 소사이어티'(Honor Sociiety)의 회원으로 가입됐다. 서장훈은 "방송을 시작한 이후 뜻하지 않게 받은 많은 관심과 사랑을 조금이나마 사회에 돌려드리고자 기부를 결심했다"고 말했다. 이어 "기부금을 통해 의지할곳 없이 어려운 환경에서 생활하는 어린 친구들의 작은 보탬이 되고 싶다"고 덧붙였다.[13]

## 사건
음주운전으로 인하여 2001년 9월에는 운전면허 취소, 2003년 3월 10일에는 운전면허 100일 정지 처분을 받았다.

## 일화
- 서울학동국민학교 시절에는 야구부 소속에 적을 두어 야구 선수 활약을 하였고 당시 마무리 투수로 활약하였다. 이후 서울 선린중학교 야구부에 진학하였으나 키가 너무 자란 나머지 야구 대신 농구를 선택할 수밖에 없었다 한다. 이 때 같이 야구를 한 동료가 한화 이글스의 이영우와 이도형인데 이도형과는 서울학동국민학교 시절에 같이 야구를 하였고 이영우와는 서울 선린중학교 시절에 같이 야구를 하였다.

- 농구를 처음 시작한 서울 휘문중학교 시절만 하여도 동료 윤제한에 밀린 185cm(농구화를 신었을 때 기준)의 백업 센터였으나, 중학교 2학년 겨울방학 때 키가 15cm나 자라면서 뒤늦게 주전으로 발탁되었다 한다.[14]

- 연세대 중앙대 고려대가 스카우트 경쟁을 펼쳤으나 중앙대는 본인(서장훈)의 부모가 "고려대 연세대 중 택일하겠다"고 확언하여 스카우트 대상에서 제외되었으며[15] "친한 친구들이 연대에 더 많았다"  "여학생 비율이 높았다" "대학생 숙소가 이대 후문 쪽에 있었다"는 이유를 들어[16] 연세대를 선택했다.

- 3점슛 성공률이 높은 센터로도 유명한데, 처음 3점슛을 시도한 것은 서울 휘문고등학교 2학년 때였다고 한다. 그가 후배 현주엽에게 골밑을 맡기고 3점슛을 쏘는 것에 대해서 다른 사람들은 비난의 화살을 퍼부었지만, 당시 휘문고등학교 농구 코치였던 김원호는 "내가 가르친 제자 중에 서장훈이의 슛 터치가 가장 뛰어나다"라고 옹호하였다 한다.[14]

- 농구대잔치 시절 득점, 리바운드, 블록으로 트리플 더블을 작성한 적이 있다. 하지만 언론이 트리플 더블의 기준을 "득점, 리바운드, 어시스트가 두자릿수인 것"으로 정의한 탓에 그의 트리플 더블 기록은 비공식 기록이 되어버렸다 한다.

- 1994-95 농구대잔치에서 삼성전자의 박상관과 리바운드 다툼을 하다가 목 부상을 당한 이후 대한민국 농구에 환멸을 느껴 1년간 미국 유학을 떠났다가 1996년에 복학하였다. 이 1년 간의 공백 때문에 1년 후배 현주엽과는 프로 농구 입단 동기가 되었다.

- 2001-02 시즌 후 프로농구 시상식 MVP 투표에서 2표 차이로 김승현이 서장훈을 제치고 MVP를 받게 되자 수상자 단체 기념촬영도 하지 않은 채 굳은 표정으로 시상식장을 나가버렸다.

- 그가 서울 삼성 썬더스의 재계약을 뿌리치고 전주 KCC 이지스로 이적한 것은 대학 2년 선배인 이상민과 한솥밥을 먹기 위하여서였다. 하지만 이상민은 전주 KCC 이지스의 보호대상 선수 명단에서 제외되어 그의 보상 선수로 서울 삼성 썬더스에 가게 되었다.

- 등번호는 전주 KCC 이지스 시절을 제외하고 11번을 달았다. 전주 KCC 이지스에 있을 당시에는 11번을 달았던 이상민을 예의 차원으로써 7번을 달고 뛰었다.

- 2009년 5월 23일 당시 KBS 한국방송공사 아나운서 오정연과 결혼하였으나, 2012년 4월 4일 이혼하였다.[17] 이후 오정연은 2015년 2월에 KBS 아나운서를 사퇴하고 프리랜서를 선언하였다. 오정연과는 불화가 아닌 예기치 못한 일로 이혼하였기 때문에 현재까지 좋은 친구로 지내고 있다.

- 2015년 12월 30일 SBS 연예대상에서 가수 김완선과 공동으로 버라이어티 부문 신인상을 수상하였다.

- 스포츠 선수 출신으로서는 이례적으로 IQ가 상당히 높다. 이 덕분인지 프로 농구 선수 생활중 재테크가 엄청난 대박을 터트리면서 갑부가 되었으며[18] 강남에 200억원 시세의 빌딩을 소유한 것을 비롯하여[19] 엄청난 자산가가 되었다.

## 방송 출연작

### 대학 시절
- MBC 《MBC 일요큰잔치》
- KBS1 《체험 삶의 현장》 - 2회 출연자
- KBS2 《TV는 사랑을 싣고》 - 30회 출연자
- SBS 《TV 전파왕국》 - 1회 출연자 (with 박진영)
- KBS2 《가족오락관》 - 493회 출연자

### 프로농구 선수 시절
- KBS2 《밤의 이야기 쇼》 - (with 현주엽)
- KBS1 《도올의 논어이야기》 - (방청객으로 특별출연)

### 농구선수 은퇴 이후
- MBC 《무릎팍도사》
- MBC 《무한도전》 337회, 408회, 416회, 417회, 420회 ~ 422회, 462회, 541회
- MBC 《사남일녀》
- MBC 《황금어장 라디오스타》 406회,752회
- MBC 《세바퀴》 진행
- MBC 《일밤 - 애니멀즈》
- 엠넷 《야만TV》
- tvN 《고교10대천왕》 진행
- SBS 《동상이몽, 괜찮아 괜찮아》
- MBC 《마이 리틀 텔레비전》
- JTBC 《아는 형님》 -고정
- SBS 《판타스틱 듀오》
- KBS1 《우리들의 공교시》
- JTBC 《투유 프로젝트 - 슈가맨》
- tvN 《내 귀에 캔디》
- SBS 《미운 우리 새끼》
- SBS 《꽃놀이패》
- tvN 《예능인력소》
- JTBC 《한끼줍쇼》 14회
- JTBC 《김제동의 톡투유 - 걱정 말아요! 그대》 79회
- tvN 《공조 7》
- KBS 조이 《닥터하우스》
- SBS 《동상이몽 2 - 너는 내 운명》
- TV조선 《영웅삼국지》
- XTM《밝히는 과학자들 보관됨 2018-04-19 - 웨이백 머신》
- 채널A 《거인의 어깨》
- MBC 《판결의 온도》
- JTBC 《잡스》
- tvN 《식량일기 닭볶음탕 편》
- tvN 《내 손안에 조카티비》
- KBS2 《옥탑방의 문제아들》 14회, 15회
- SBS 플러스 《똥강아지들》
- KBS 조이 《무엇이든 물어보살》 (2019년~)
- MBC 《편애중계》 (2019년)
- JTBC 《괴팍한 5형제》(2019~2020)
- SBS 《진짜 농구, 핸섬타이거즈》 (2020년)
- JTBC《스타와 직거래- 유랑마켓》 (2020년)
- MBC 《볼빨간라면연구소 》 (2020년)
- SBS 《랜선집들이전쟁홈스타워즈》 (2020년)
- MBC 《볼빨간 신선놀음 》 (2020년)
- SBS 《신발 벗고 돌싱포맨》 (2021년,2024년)
- MBC 《전지적 참견 시점》 (2022년)
- ENA 《명동사랑방》 (2023년) -공동진행
- SBS 《덩치 서바이벌-먹찌빠》 (2023년~2024년)
- SBS 《국민 참견 재판》 (2024년)
- KBS2 《동물은 훌륭하다》 (2024년)
- EBS 1TV, E채널 《서장훈의 이웃집 백만장자》 (2025년)
- 유튜브 《나영석의 나불나불》(2025년)
- SBS 《런닝맨》 - 게스트

## 그 외 기타

### 광고
- 1993년 프로스펙스
- 1996년 연세우유
- 1999년 SK텔레콤 스피드011 (with 조성모, 박은혜)
- 2009년 제이씨엔터테인먼트 프리스타일
- 2015년 더페이스샵 블란크라우딩 하얀 수분 크림
- 2015년 하이트진로 더 클래스
- 2015년 KT스카이라이프 (with 강하늘)
- 2015년 리치빔 피자나라 치킨공주
- 2015년 롯데하이마트 전국동시세일
- 2015년 까사마루
- 2016년 이베이코리아 G마켓 스마일캐시백 (with 설현)
- 2017년 창유닷컴 프리스타일 2 (with 하하)
- 2017년 LG전자 LG 코드제로 A9
- 2017년 KB리브온
- 2017년 엘라코리아 타이탄
- 2018년 영진약품 구론산바몬드 (with 주이)
- 2018년 셀트리온 한스킨
- 2018년 트랜드아이 더블유드레스룸
- 2018년 ~ 메가랜드
- 2019년 락앤락 미니공기청정기
- 2019년 ~ GS25 서장훈 시리즈
- 2019년 바자르
- 2019년 전자랜드
- 2019년 ~ 연세우유
- 2020년 라이나생명 행운드림전화 캠페인
- 2020년 ~ 대상웰라이프 마이밀 뉴프로틴
- 2020년 ~ 불스원 밸런스온
- 2020년 하겐다즈 하겐더쿠 캠페인
- 2020년 ~ SK텔레콤 V컬러링 (with 손흥민, 김연아)
- 2020년 ~ 한솔플라톤
- 2021년 ~ 알레르망 스핑크스
- 2021년 ~ 리치빔 피자나라 치킨공주

### 홍보대사
- 2000년 한국복지재단 청년홍보대사
- 2004년 한국백혈병어린이재단 명예홍보대사
- 2011년 스바루 아웃백 홍보대사

### 뮤직비디오
- 2017년 터보 - 뜨거운 설탕

## 같이 보기
- 허재
- 현주엽
- 우지원
- 하승진
- 한기범
- 우지원
- 이상민 (농구인)
- 강호동
- 유재석
- 신동엽
- 김구라
- 이경규
- 이수근
- 이상민 (가수)
- 김종국
- 김영철
- 민경훈
- 김희철
- 정형돈
- 김숙